# Felkészülés meghatározatlan ideig tartó együttlétre
Felkészülés meghatározatlan ideig tartó együttlétre (em inglês: Preparations to Be Together for an Unknown Period of Time, bra: Preparativos para Ficarmos Juntos por Tempo Indefinido) é um filme de drama de 2020 dirigido por Lili Horvát. Foi selecionado como a entrada húngara de Melhor Longa-Metragem Internacional no Oscar 2021, mas não foi indicado. Foi lançado no Brasil pela Elite Filmes no Cinema Virtual.

## Sinopse
Uma médica deixa sua vida nos Estados Unidos para voltar para sua casa em Budapeste depois de se apaixonar por um médico, mas ele afirma nunca tê-la conhecido antes.

## Elenco
- Natasa Stork como Vizy Márta
- Viktor Bodó como Drexler János
- Benett Vilmányi como Alex
- Zsolt Nagy como Kriván Barna
- Péter Tóth como Pszichiáter
- Andor Lukáts como Dr. Fried

## Recepção
No agregador de críticas Rotten Tomatoes, o filme tem uma taxa de aprovação de 88% com base em 32 opiniões. O consenso crítico do site diz: Seu título pode ser difícil de manejar, mas Preparations to Be Together for an Unknown Period of Time olha para a natureza do amor com uma clareza louvável."
No Metacritic, o filme tem uma pontuação média de 70 em 100, com base em 12 críticos, indicando "avaliações geralmente favoráveis".